# Beverly Hills, 90210
Beverly Hills, 90210, u Hrvatskoj poznat kao Beverly Hills, tinejdžerska je serija koja se prikazivala na FOX televiziji od 4. kolovoza 1990. do 17. svibnja 2000. godine. Serija prati grupu američkih tinejdžera koji žive bogatim, lagodnim životom u kalifornijskom gradiću Beverly Hillsu.
Seriju su kreirali jedan od najpoznatijih američkih producenata Aaron Spelling i scenarist Darren Star. Broj 90210 se odnosi na poštanski broj Beverly Hillsa. Serija je doživjela mnogo glumačkih promjena i bazirala se na tinejdžerskim problemima kao što su alkohol, droga, seks, silovanje, SIDA i ostali.
Većina je glumaca zadržala popularnost i nakon ukinuća serije, a neki su se pojavili u nastavku koji se emitira u SAD-u od 2008. godine, "90210".

## Glumci
| Glumac             | Lik              | Godina                        |
| Jason Priestly     | Brandon Walsh    | 1990. – 1998.                 |
| Shannen Doherty    | Brenda Walsh     | 1990. – 1994.                 |
| Jennie Garth       | Kelly Taylor     | 1990. – 2000.                 |
| Ian Ziering        | Steve Sanders    | 1990. – 2000.                 |
| Gabrielle Carteris | Andrea Zuckerman | 1990. – 1995.                 |
| Luke Perry         | Dylan McKay      | 1990. – 1995. i 1998. – 2000. |
| Brian Austin Green | David Silver     | 1990. – 2000.                 |
| Tori Spelling      | Donna Martin     | 1990. – 2000.                 |
| Tiffani Thiessen   | Valerie Malone   | 1994. – 1998.                 |
| Kathleen Robertson | Clare Arnold     | 1994. – 1997.                 |
| James Eckhouse     | Jim Walsh        | 1990. – 1995.                 |
| Carol Potter       | Cindy Walsh      | 1990. – 1995.                 |
| Joe E. Tata        | Nat Bussichio    | 1990. – 2000.                 |

## Kratka radnja
Blizanci Brenda (Shannen Doherty) i Brandon (Jason Priestly) Walsh sele iz Minnesote u kalifornijski grad Beverly Hills. Ondje polaze u "West Beverly Hills High School" i odmah se uklapaju u popularno društvo u školi. Brenda se najprije sprijatelji s Kelly (Jennie Garth) i Donnom (Tori Spelling), a Brandon se sprijatelji sa Steveom (Ian Ziering) i godinu dana mlađim Davidom Silverom (Brian Austin Green).
Brenda ugleda Dylana (Luke Perry) i odmah se zaljubi u njega. Ljubav je obostrana te oni dvoje prohodaju. Jim Walsh (James Eckhouse) nije sretan s dečkom svoje kćeri jer je doznao da je Dylan liječeni alkoholičar. U početku se Dylan nije sviđao Brandonu te su se jednom prilikom potukli.
Nakon nekoliko sezona i glumačkih promjena Brenda je otišla u Englesku kako bi studirala glumu. U to vrijeme Dylan je prohodao s Kelly i oni su se zavoljeli. Dylanov otac pogiba u mafijaškom obračunu te on opet počinje uzimati drogu i alkohol.
Donna i David, koji su hodali tri godine, prestaju hodati zbog Davidove nevjere. Iz Minnesote dolazi Brandonova sestrična Valerie (Tiffani Amber Thiessen), a Jim i Cindy odlaze živjeti u Hong Kong. Valerie se spetlja s Dylanom koji je prekinuo s Kelly zbog problema. Brandon i Kelly prohodaju i Dylan se naljuti na njih, ali se brzo "ohladi". Valerie dobiva velik novac i kupuje pola "Peach Pita" kojeg je vlasnik Nat Bussichio (Joe E. Tata) i u koji su svi često dolazili.
Andrea rađa kćer Hannu i seli se. David se zaljubljuje u Clare Arnold (Kathleen Robertson) i počnu vezu. Valerie je u to vrijeme promijenila mnogo partnera te je spavala s Donninim novim dečkom Ray Pruitom (Jamie Walters), koji je povremeno tukao Donnu. Nakon što su Clare i David prekinuli, David je prohodao s Valerie, a Clare sa Stevom.
Brandonova i Kellyna veza počinje "pucati" jer Dylan se ponovno zaljubio u Kelly. Valerie se vraća majci u Minnesotu, a Clare se seli u Pariz. Steve nije želio otići iz Beverlyja te je naglasio Brandonu da je njihova veza gotova. Brandon zaprosi Kelly koja pristaje, ali u zadnjem trenu se odustaju vjenčati jer misle da nisu spremni te Brandon napušta Beverly.
David i Donna se ponovno spoje te se odluče vjenčati. Steve pronađe svoju ljubav Janet Sosnu i nakon nekog vremena dobije dijete s njom. U posljednjoj epizodi David i Donna se vjenčaju, a Dylan i Kelly se ponovno spoje.

## 90210
"90210" je nastavak izvornog "Beverly Hillsa", koji je počeo s emitiranjem 2. rujna 2008., a u nastavku se pojavljuju Jennie Garth i Shannen Dorethy kao radnice u školi "West Beverly High" u generaciji 2008. Nagađa se i o povratku Jasona Pristleya i Tori Spelling.
Serija je ponovo djelo Darrena Stara, ali producent je Robby Thomas umjesto pokojnog Aarona Spellinga. U glavnim se ulogama pojavljuju Rob Estes, Shenae Grimes, Tristan Wilds, AnnaLynne McCord, Dustin Milligan, Ryan Eggold i Jessica Stroup.